# Thapsinillas mysticalis
A Thapsinillas mysticalis a verébalakúak (Passeriformes) rendjébe, ezen belül a bülbülfélék (Pycnonotidae) családjába és a Thapsinillas nembe tartozó faj. A rendszerezők általában a Thapsinillas affinis alfajának tekintik. 22-24 centiméter hosszú. A Maluku-szigetekhez tartozó Buru szigeten él.

## Fordítás
- Ez a szócikk részben vagy egészben  a   Buru golden bulbul című angol Wikipédia-szócikk fordításán alapul.  Az eredeti cikk szerkesztőit annak laptörténete sorolja fel. Ez a jelzés csupán a megfogalmazás eredetét és a szerzői jogokat jelzi, nem szolgál a cikkben szereplő információk forrásmegjelöléseként.